# Ажаніко
Ажаніко або Аніко (*阿尼哥, 1244 або 1245 —1306) — китайський архітектор, скульптор і художник непальського походження часів династії Юань.

## Життєпис
Народився у долині Катманду, за деякими відомостями неподалік від м. Патан у 1244 або 1245 році. Належав до народності неварців. Замолоду познайомився з архітектурним та скульптурним мистецтвом, ставши майстром з лиття бронзи та художником. Деякий час працював при дворі раджі Джая Бхімдев Малли.
У 1260 році перебирається до Лхаси (Тибет), де в цей час за дорученням імператора Хубілая Дрогьон Чьог'ял Пагба-лама став споруджувати золоту ступу на честь Сак'я Пандіти, адептом якого був Хубілай. У 1261 році призначається головою будівництва, яке завершив у 1262 році. Після цього Пагба-лама заохотив Ажаніко залишитися у Тибеті, зробився того власним учнем.
У 1262 році запрошений до столиці імперії Юань — Даду (сучасний Пекін) — за рекомендацією Дрогьона Чьог'яла Пагба-лами. У 1262—1265 роках займався рестоврацією великої бронзової статуї, подарунку сунського імператора Лі-цзуна. У 1271 році спроектував і протягом 1279—1288 років звів Білу ступу в Пекіні. У 1273 році отримав посади цзяньчжу да-ши (建筑 大师) і дяосу да-ши (雕塑大师), тобто Головного архітектора і скульптора. У 1274 році отримав срібну пайцзу із зображенням тигра. Того ж року Хубілай надав Ажаніко титул Лян-гун (на кшталт герцог Лян). Помер у Даду у 1306 році.

## Архітектура
Уславився як автор низки будівель в тибетському стилі, що прикрасили столицю династії Юань — 3 ступи, 9 великих буддистських храмів, 2 конфуціанських храми, 1 даоський храм, численні будівлі для імператорів та їх родини. Найвідомішим творінням архітектури Ажаніко є Біла ступа (Байта 白塔) в пекінському храмі Мяоінси (妙應寺, «Храм дивного передвістя»). Во заввишки 50,9 м, у діаметрі 30 м. Він спроектовав її за каноном північного буддизму. Помітно відрізняється від багатоярусних китайських пагод. Основа ступи являє собою обнесену низькою огорожею (квадратну в плані) платформу з двоступінчастим п'єдесталом в центрі, на якому розміщено тіло ступи (за формою нагадує дзвін), увінчане конічним навершям. Будівельними матеріалами послужили глина й цегла, як декоративне покриття використані побілка й позолота.

## Живопис
Є одним з основних творців офіційного стилю юаньського живопису. За повідомленнями сучасників, в побудованих їм в Пекіні ламаїстських храмах поміщалися посмертні портрети монгольських володарів. Як об'єкти шанування портрети померлих правителів у храмах тибетського буддизму розташовувалися в спеціально відведеному для кожного ритуальному приміщенні Ін-тан (影堂, «Залі тіней»). Поблизу Білої ступи знаходився ритуальний зал Ши-цзу (世祖, Хубілай-хана). Вважається, що ескізами — «малими тінями» (сяо-ін 小 影) дотепер втрачених повноформатних храмових портретів, були поясні зображення родоначальників, правителів монгольської династії, а також їхніх дружин. На сьогодні вони відомі з двох альбомах із зібрання Тайванського палацового музею. Перш за все Ажаніко уславився портретами Ши-цзу та його дружини Чабі. Вони показані в положенні анфас (інші правителі близькому до фронтального), уподібнюючись божествам на буддійських мальовничих «іконах»-танка.

## Скульптура
Був відомим майстром творів з литої бронзи. Найчастіше зображував різних будд та бодхісатв. В цього доробку до сьогодні практично нічого не збереглося.